# Flikig skinnlav
Flikig skinnlav (Leptogium gelatinosum) är en lavart som först beskrevs av William Withering, och fick sitt nu gällande namn av J. R. Laundon. Flikig skinnlav ingår i släktet Leptogium och familjen Collemataceae.  Arten är reproducerande i Sverige. Inga underarter finns listade i Catalogue of Life.